# Fujiwara no Takaiko
Fujiwara no Takaiko (jap. 藤原高子 Fujiwara no Takaiko; ur. 842, zm. 6 maja 910) – żyjąca w okresie Heian żona cesarza Seiwa, a później cesarzowa wdowa.